# Smithson Tennant
Smithson Tennant (Selby, 30 de novembro de 1761 — Bolonha-sobre-o-Mar, 22 de fevereiro de 1815) foi um químico inglês.
Tennant é conhecido pelas descobertas dos elementos irídio e ósmio, encontrados em resíduos de soluções de minérios de platina, em 1803. Contribuiu também para a prova da identidade do diamante e do carvão vegetal. O mineral tennantite foi baptizado em sua honra.
Tennant nasceu em Selby no Yorkshire. Frequentou a Beverley Grammar School (a mais antiga escola pública da Grã-Bretanha). Iniciou os seus estudos em medicina na Universidade de Edimburgo em 1781, mas após alguns meses foi para a Universidade de Cambridge, onde dedicou-se à botânica e química. Graduou-se em 1790, e por essa mesma altura comprou uma propriedade próximo de Cheddar, onde desenvolveu experiências agrícolas. Foi nomeado professor de química em Cambridge em 1813, mas deu apenas um curso, até à sua morte próximo de Boulogne-sur-Mer na queda de uma ponte sobre a qual passava.